# František Ortman
František Ortman (ur. 12 lutego 1942 w Pradze) – czeski lekkoatleta reprezentujący Czechosłowację, sprinter.
Zdobył brązowy medal w sztafecie 4 × 2 okrążenia (w składzie: Jaromír Haisl, Josef Hegyes, Ortman i Josef Trousil) na europejskich igrzyskach halowych w 1967 w Pradze. Na tych samych igrzyskach odpadł w eliminacjach biegu na 400 metrów.
Był mistrzem Czechosłowacji w sztafecie 4 × 400 metrów w 1963, wicemistrzem w sztafecie 4 × 100 metrów w 1965 oraz w sztafecie 4 × 400 metrów w 1962, 1966 i 1967, a także brązowym medalistą w sztafecie 4 × 100 metrów w 1963 i w sztafecie 4 × 400 metrów w 1964.